# Dreiband-Europameisterschaft der Junioren 1971

Logo CEB (ausrichtender Verband)

Die Dreiband-Europameisterschaft der Junioren 1971 war ein Turnier in der Karambolagedisziplin Dreiband und fand vom 18. bis 21. Februar in Lausanne statt.

## Modus
Gespielt wurde mit acht Teilnehmern im Round-Robin-Modus. Die Partiedistanz betrug 40 Punkte.

## Abschlusstabelle
| MP    | Match Points (Sieger = 2; Unentschieden = 1; Verlierer = 0) |
| Pkte. | Erzielte Karambolagen                                       |
| Aufn. | Benötigte Versuche                                          |
| GD    | Generaldurchschnitt                                         |
| BED   | Bester Einzeldurchschnitt eines Spielers                    |
| HS    | Höchstserie                                                 |
|       | Bester GD des Turniers                                      |
|       | Bester ED des Turniers                                      |
|       | Beste HS des Turniers                                       |
|       | 1. Platz (Gold)                                             |
|       | 2. Platz (Silber)                                           |
|       | 3. Platz (Bronze)                                           |

| Endklassement              | Endklassement      | Endklassement | Endklassement | Endklassement | Endklassement | Endklassement | Endklassement |
| Platz                      | Name               | MP            | Pkte.         | Aufn.         | GD            | BED           | HS            |
| -------------------------- | ------------------ | ------------- | ------------- | ------------- | ------------- | ------------- | ------------- |
| 1                          | Sten Hebert        | 13:1          | 280           | 470           | 0,595         | 0,909         | 6             |
| 2                          | Francis Connesson  | 12:2          | 276           | 423           | 0,652         | 0,975         | 5             |
| 3                          | Kjeld Søgaard      | 11:3          | 278           | 432           | 0,643         | 0,975         | 6             |
| 4                          | Gerfried Kotzinger | 8:6           | 253           | 484           | 0,522         | 0,769         | 5             |
| 5                          | Tomás Algaba       | 6:8           | 221           | 411           | 0,537         | 0,597         | 4             |
| 6                          | Jürgen Diehle      | 4:10          | 214           | 454           | 0,471         | 0,689         | 6             |
| 7                          | Martin Plattner    | 2:12          | 187           | 512           | 0,365         | 0,384         | 4             |
| 8                          | Claude Blanc       | 0:14          | 174           | 476           | 0,365         | -             | 6             |
| Turnierdurchschnitt: 0,513 |                    |               |               |               |               |               |               |